# Simone Perl
Pour les articles homonymes, voir Perl.
Simone Perl, née Lévy le 19 mai 1917 à Paris et morte le 19 septembre 2004 dans la même ville, est une résistante française.

## Biographie

### Famille et jeunesse
Simone Jeanne Lévy est la fille du docteur Pierre-Paul Lévy (1881-1977), et de Jeanne Dreyfus (1893-1981), elle-même fille du capitaine Alfred Dreyfus, officier d'artillerie, condamné en 1894 pour espionnage au profit de l'Allemagne, puis réhabilité en 1906. Elle est la sœur de Madeleine Levy, Jean-Louis Levy et Étienne Lévy.
Elle étudie au lycée Molière (Paris), où elle excelle en mathématiques et en philosophie.
Son premier mari,  Jean Schwab, dont elle a eu une fille, meurt un an après son mariage, le 23 juillet 1937 à Pralognan-la-Vanoise. Elle se marie une seconde fois le 21 août 1945 avec Serge Perl.
Sa sœur Madeleine Lévy, résistante, meurt du typhus en déportation.

### Résistance et après-guerre
Elle s'engage dans la Résistance (faux papiers, hébergement des réfugiés).
Elle témoigne sur cette période : « Ma formation n'était pas politique, évidemment, je luttais de toutes mes forces contre le fascisme, mais je n'étais engagée dans aucun parti. [...]. Bien entendu que nous avions la haine, enracinée contre le racisme et la brutalité des Allemands » (témoignage, le 21 janvier 1999).
Réfugiée depuis juin 1940 avec sa famille en zone libre à Toulouse, elle se remarie le 21 août 1945 avec Salomon Serge Perl, né en 1915 à Câmpulung la Tisa en Roumanie, membre de l'organisation juive de combat de Toulouse, avec lequel elle aura cinq autres enfants.
Simone Perl, avec sa famille, soutiendra la création du musée d'Art et d'Histoire du judaïsme, ce qui lui vaudra la croix d'Officier des Arts et des Lettres.
Elle est la grand-mère du docteur Jérôme Salomon (1969), médecin, directeur général de la Santé.
Elle meurt le 19 septembre 2004 dans le 18e arrondissement de Paris.

## Distinction
- Officier de l'ordre des Arts et des Lettres[Quand ?]